# Anthophora aestivalis
Anthophora aestivalis es una especie de abeja del género Anthophora, familia Apidae. Fue descrita científicamente por Panzer en 1801.

## Distribución geográfica
Esta especie habita en el continente europeo, también en el norte de Asia (excepto China).